# کولونگا بوتشکی
کولونگا بوتشکی (به لهستانی:  Kolonia Boćki) یک روستا در لهستان است که در گمینا بوتشکی واقع شده‌است.